# Ferrocarril en Chile

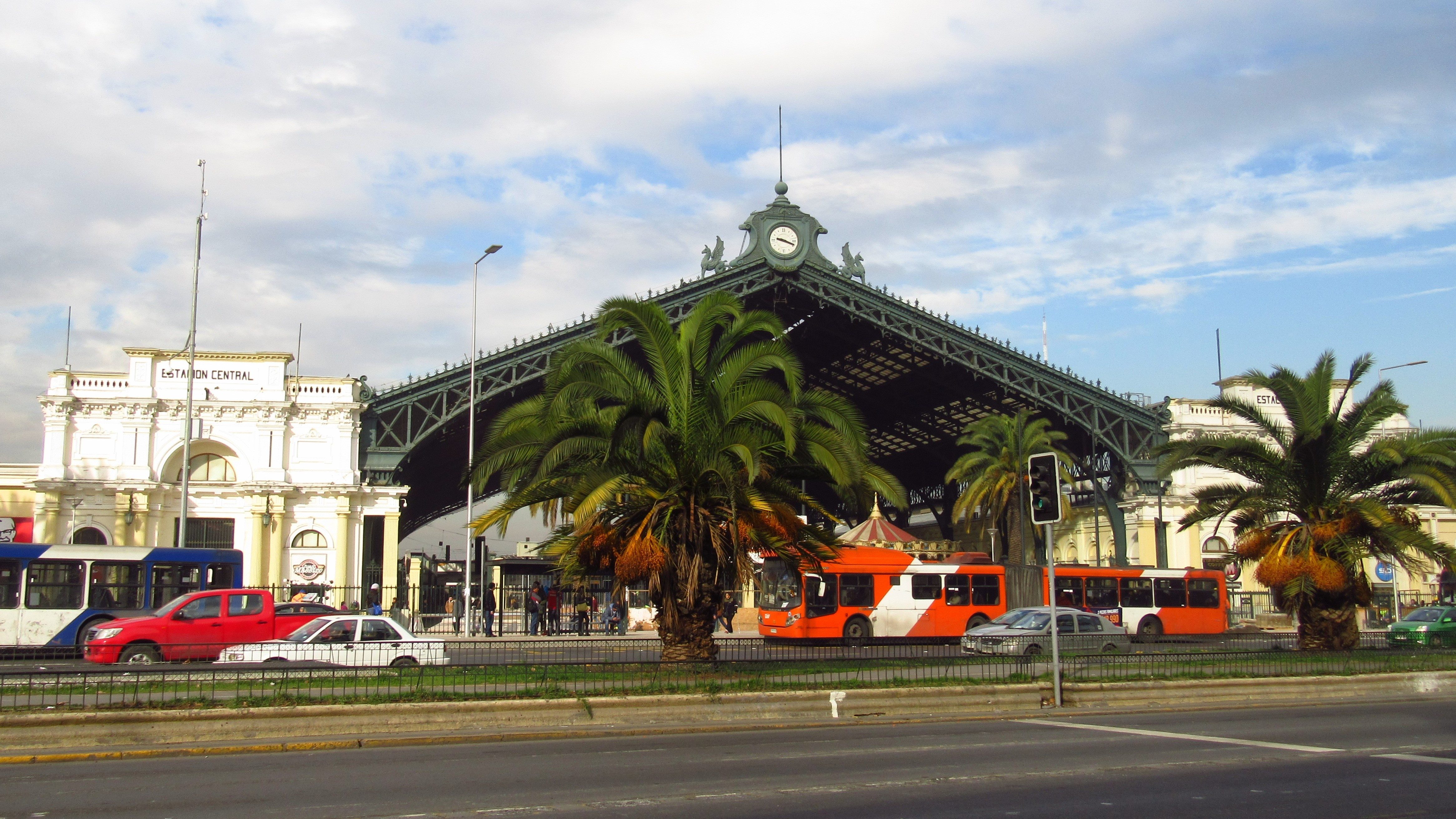
Estación Central de Santiago, principal terminal ferroviaria del país.

El ferrocarril en Chile es un medio de transporte utilizado tanto para la movilización de carga como de pasajeros, especialmente en la zona centro y sur del país.

## Historia

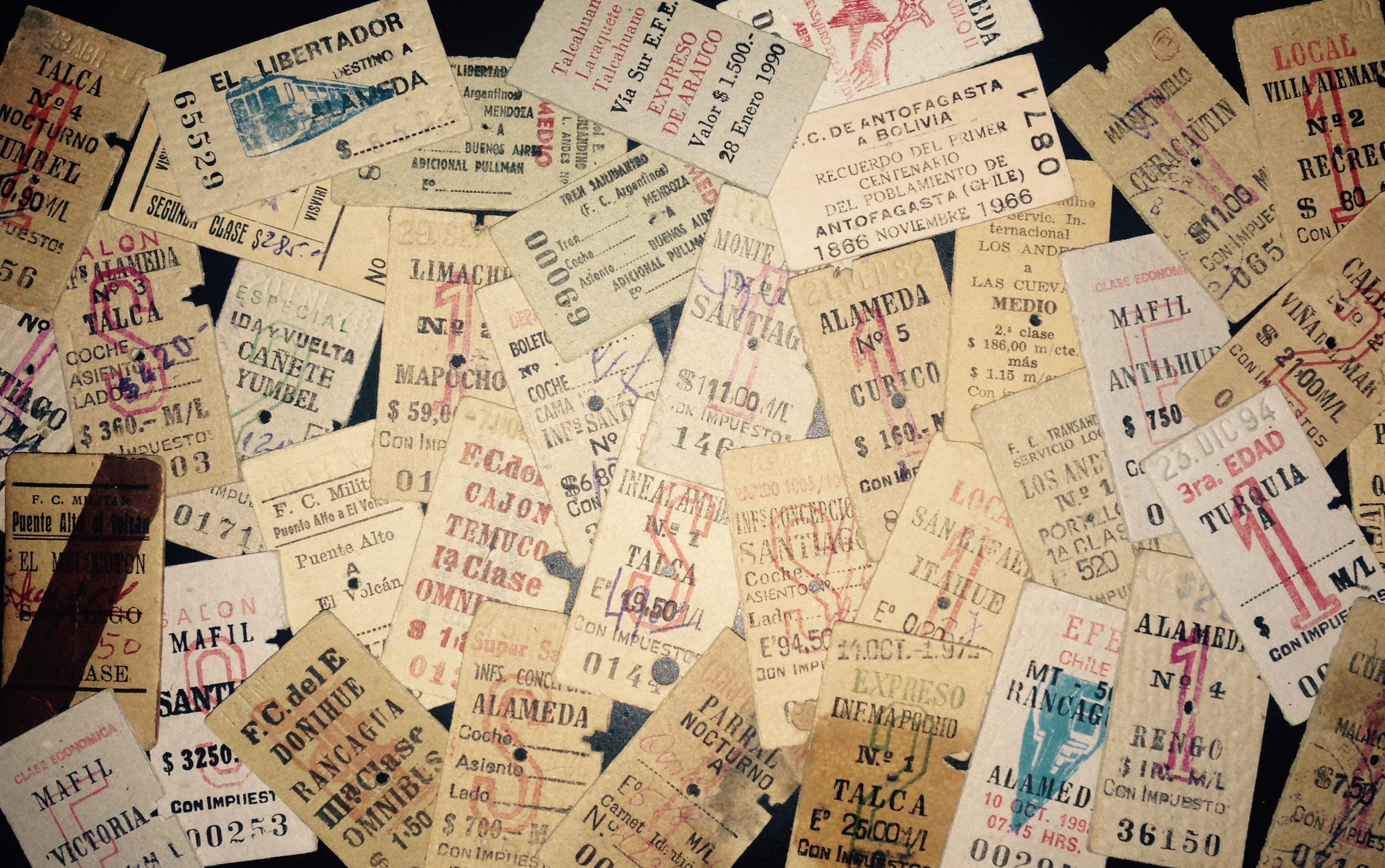
Antiguos boletos de ferrocarriles chilenos.

El 25 de diciembre de 1851 fue inaugurado el Ferrocarril Caldera-Copiapó, la primera línea de este medio de transporte en el país, siendo a la vez una de las primeras en Sudamérica. Luego de esta obra le siguieron diferentes líneas construidas a lo largo del país, como por el ejemplo el Ferrocarril de Valparaíso a Santiago (1863), la línea Tongoy-Tamaya (1867) o el Ferrocarril del Sur; esta última vía, destinada a conectar Santiago con Chillán, fue adquirida por el Estado en 1873 y sirvió como base para que en enero de 1884 se creara la Empresa de los Ferrocarriles del Estado (EFE). Posteriormente, durante las primeras décadas del siglo XX se inició la extensión hasta Puerto Montt, quedando configurada esta línea con la denominación de Ferrocarril Longitudinal Sur.
En el gobierno de José Manuel Balmaceda se adquirieron diversas líneas de ferrocarriles particulares desde Valparaíso al norte y se iniciaron los proyectos para conectar varios de estos y crear una línea que uniera el norte con el centro del país. Luego de varias décadas de construcción, el 21 de noviembre de 1913 quedaron unidas todas las secciones de dicha vía mediante un acto en la estación Incahuasi y se creó el ferrocarril Longitudinal Norte, que inicialmente unía las estaciones de La Calera y Pintados; en 1928 la vía fue extendida hasta Iquique mediante una nueva línea —hasta dicha fecha la única vía que unía ambas localidades era el Ferrocarril Salitrero de Tarapacá, perteneciente a privados—.

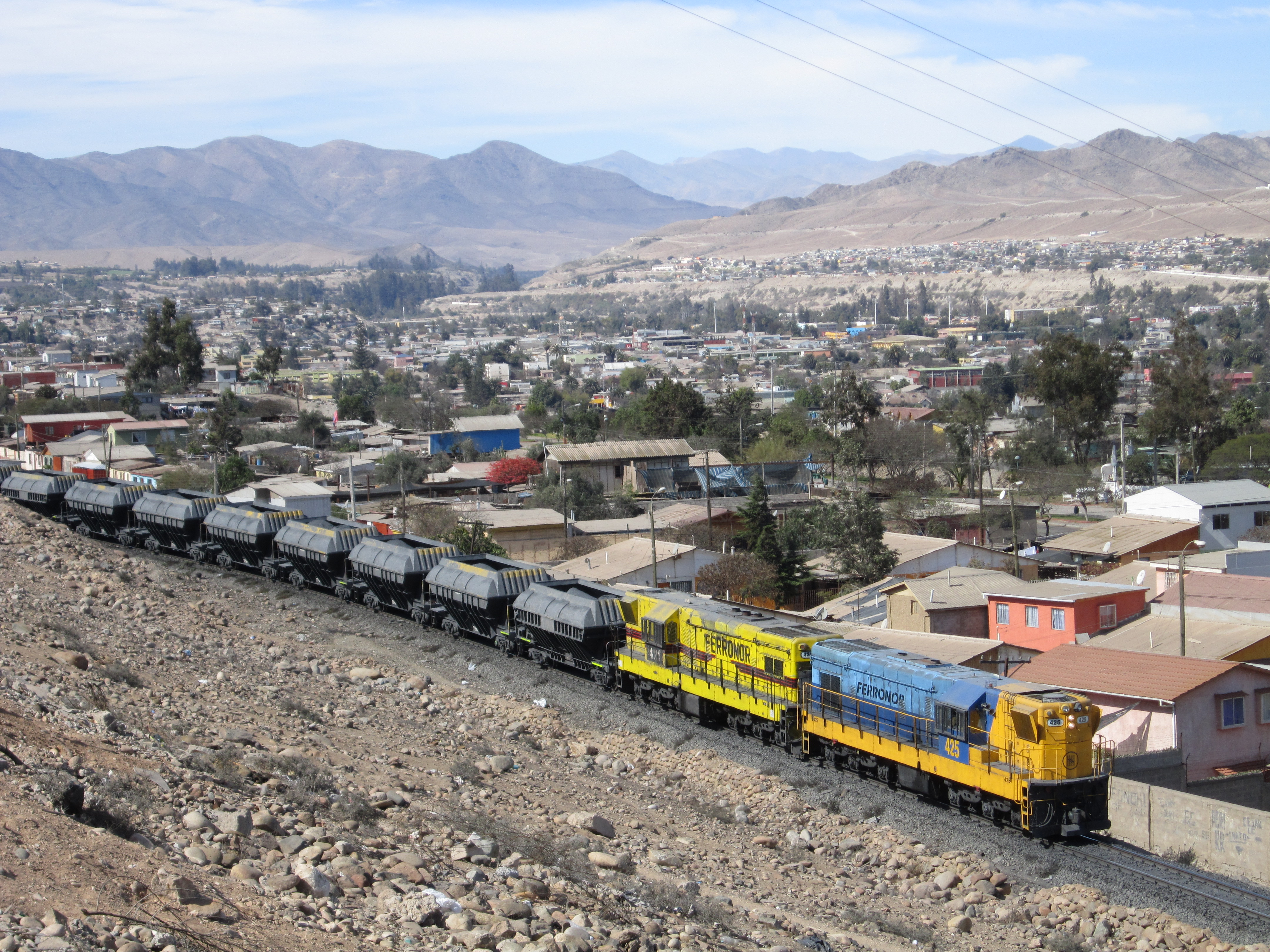
Tren de Ferronor en Vallenar.

Durante la dictadura militar EFE sufrió un proceso de reorganización y recorte de recursos que afectó seriamente a la red ferroviaria nacional. En 1979 Ferrocarriles del Estado dejó de recibir el subsidio que se le otorgaba anualmente. También se suprimieron servicios de pasajeros, como por ejemplo el Longitudinal Norte en junio de 1975, y entre Santiago y Valparaíso luego del accidente de Queronque en 1986. En diciembre de 1988 la red del Longitudinal Norte fue traspasada a la Corporación de Fomento de la Producción (Corfo), creándose Ferronor, empresa que fue privatizada en 1997, luego del retorno a la democracia.
Ya entrado el siglo XXI se han presentado diversas iniciativas para recuperar parte de la infraestructura ferroviaria o construir nuevas líneas, como por ejemplo el tren rápido Santiago-Valparaíso. En 2017 fue aprobado un plan trienal para EFE que involucra principalmente la creación de nuevos servicios de pasajeros y la renovación de material rodante.

## Infraestructura

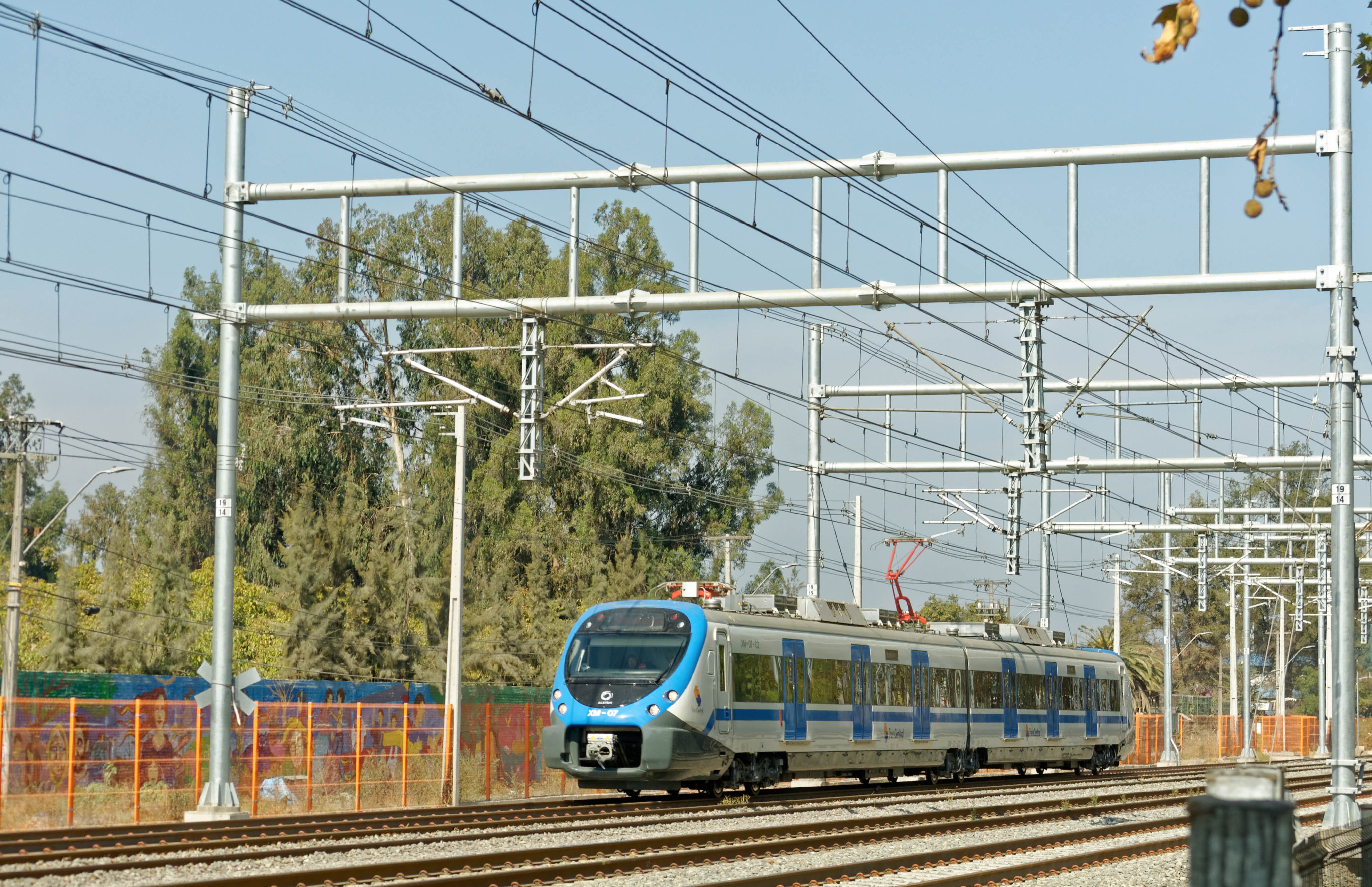
Tren del servicio Nos-Estación Central (EFE).

### Ancho de vía
Históricamente no existió uniformidad en los anchos de vía de cada línea o ramal ferroviario existente en el país. Las grandes redes ferroviarias de Chile, especialmente la que pertenece a la Empresa de los Ferrocarriles del Estado (con una trocha de 1676 mm), generaron que buena parte de las vías fueron posteriormente estandarizadas a su trocha.
Los anchos de vía existentes en la actualidad en los ferrocarriles chilenos son los siguientes:
- Vía ancha (1676 mm): 3744 km.[12]
- Vía angosta: 116 km con trocha de 1067 mm; 2922 km con trocha métrica.[13]
- Vía estándar (1435 mm): 62 km desde Arica a Tacna, Perú.

## Empresas operativas

Esquema de las rutas de trenes en operaciones o en alguna etapa de consolidación a diciembre de 2023.

### Carga
| Empresa                                     | Regiones                                                                           | Infraestructura                                                                                  |
| ------------------------------------------- | ---------------------------------------------------------------------------------- | ------------------------------------------------------------------------------------------------ |
| Ferronor                                    | Tarapacá Antofagasta Atacama Coquimbo Valparaíso                                   | Vías del antiguo Longitudinal Norte, excepto tramo entre La Serena y Coquimbo. Total de 1886 km. |
| Sociedad Química y Minera de Chile (SQM)    | Antofagasta                                                                        | Ferrocarril de Tocopilla al Toco                                                                 |
| Ferrocarril de Antofagasta a Bolivia (FCAB) | Antofagasta                                                                        | Ferrocarril de Antofagasta a Bolivia                                                             |
| Compañía Minera del Pacífico (CMP)          | Atacama Coquimbo                                                                   | Ferrocarril de Algarrobo a Huasco Ferrocarril de Romeral                                         |
| Ferrocarril del Pacífico (Fepasa)           | Valparaíso Metropolitana O'Higgins Maule Ñuble Biobío Araucanía Los Ríos Los Lagos | No posee.                                                                                        |
| Transap                                     | Valparaíso Metropolitana O'Higgins Biobío                                          | No posee.                                                                                        |

### Pasajeros
| Empresa                                       | Empresa                 | Regiones                                       | Infraestructura y tráfico | Servicios de pasajeros |
| --------------------------------------------- | ----------------------- | ---------------------------------------------- | --- | --- |
| Empresa de los Ferrocarriles del Estado (EFE) | EFE Valparaíso          | Valparaíso                                     | Limache-Puerto | Tren Limache-Puerto |
| Empresa de los Ferrocarriles del Estado (EFE) | EFE Central             | Valparaíso Metropolitana O'Higgins Maule Ñuble | Alameda-Limache San Pedro-Ventanas Llay Llay-Los Andes Los Andes-Saladillo Alameda-Chillán Alameda-San Antonio Paine-Talagante Talca-Constitución | Tren Nos-Estación Central Tren San Fernando-Estación Central Tren Chillán-Estación Central Tren Talca-Constitución Tren Melipilla-Estación Central Tren Santiago-Batuco |
| Empresa de los Ferrocarriles del Estado (EFE) | EFE Sur                 | Ñuble Biobío Araucanía Los Ríos Los Lagos      | Chillán-Puerto Montt Rucapequén-Nueva Aldea Lirquén-Concepción San Rosendo-Talcahuano Concepción-Horcones Coigüe-Nacimiento Antilhue-Valdivia     | Biotrén Tren Talcahuano-Laja Tren Victoria-Temuco Tren Temuco-Pitrufquén Tren Llanquihue-Puerto Montt                                                                   |
| Ferrocarril Tacna-Arica                       | Ferrocarril Tacna-Arica | Arica y Parinacota                             | Ferrocarril Tacna-Arica | Ferrocarril Tacna-Arica |

### Turísticos
| Empresa                                       | Regiones                                             | Servicios turísticos                                                                           |
| --------------------------------------------- | ---------------------------------------------------- | ---------------------------------------------------------------------------------------------- |
| Empresa de los Ferrocarriles del Estado (EFE) | Arica y Parinacota                                   | Ferrocarril Arica-La Paz.                                                                      |
| Empresa de los Ferrocarriles del Estado (EFE) | Valparaíso                                           | Tren Góndola Carril                                                                            |
| Empresa de los Ferrocarriles del Estado (EFE) | Valparaíso Metropolitana                             | Tren del Recuerdo (Tren del Recuerdo Santiago-Limache, Tren del recuerdo Santiago–San Antonio) |
| Empresa de los Ferrocarriles del Estado (EFE) | Metropolitana O'Higgins                              | Tren Sabores del Valle                                                                         |
| Empresa de los Ferrocarriles del Estado (EFE) | Metropolitana O'Higgins Maule                        | Tren Sabores del Maule                                                                         |
| Empresa de los Ferrocarriles del Estado (EFE) | Metropolitana O'Higgins Maule Ñuble Biobío Araucanía | Tren Santiago-Temuco                                                                           |
| Empresa de los Ferrocarriles del Estado (EFE) | Araucanía                                            | Tren Turístico de la Araucanía                                                                 |
| Empresa de los Ferrocarriles del Estado (EFE) | Los Ríos                                             | Tren El Valdiviano                                                                             |

Otros servicios turísticos esporádicos o de menor envergadura que existen son el Tren patrimonial del Cajón del Maipo en la Región Metropolitana de Santiago, el Tren de la Esperanza en la región de Valparaíso, el Tren turístico y patrimonial de Copiapó en la Región de Atacama, y el ferrocarril turístico desde Concepción hasta estación Laraquete en la región del Biobío.

## Conexiones internacionales

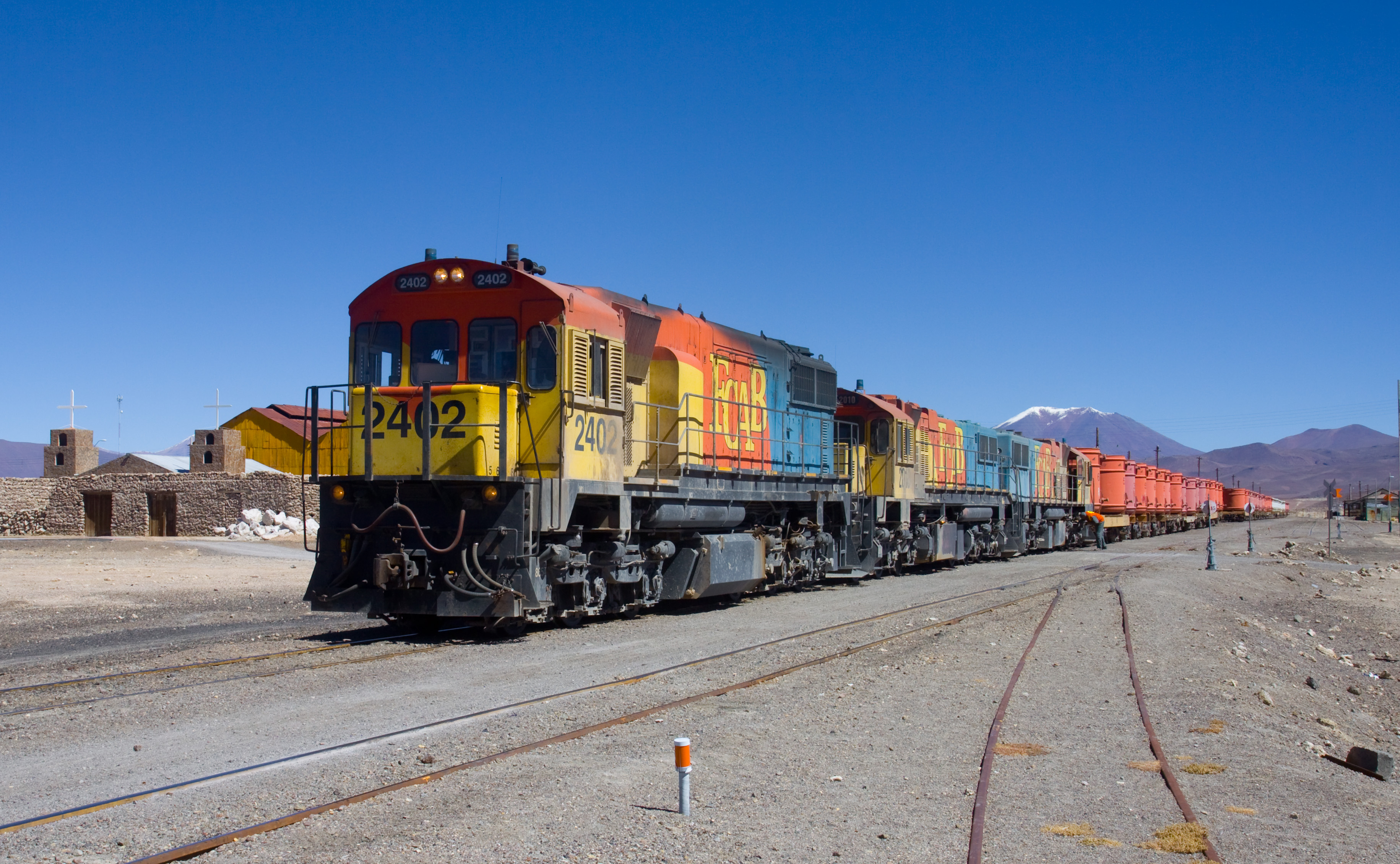
Tren del FCAB en Ollagüe.

Chile posee conexiones ferroviarias con sus 3 países vecinos, sin embargo algunas vías se encuentran actualmente inactivas o abandonadas.
| País      | Líneas                                                                 |
| --------- | ---------------------------------------------------------------------- |
| Argentina | Ferrocarril Antofagasta-Salta Ferrocarril Trasandino Los Andes-Mendoza |
| Bolivia   | Ferrocarril Arica-La Paz Ferrocarril de Antofagasta a Bolivia          |
| Perú      | Ferrocarril Tacna-Arica                                                |